# Margaret Knight
Margaret E. Knight (York (Maine), 14 februari 1838 – 12 oktober 1914) was een Amerikaans uitvindster. Ze wordt wel "de beroemdste vrouwelijke uitvinder van de 19e eeuw" genoemd.

## Biografie
Margaret Knight werd geboren in York als dochter van James Knight en Hannah Teal. Haar vader overleed toen ze nog jong was. Tot haar twaalfde ging ze naar school en daarna werkte in een katoenfabriek tot 1856. In 1868, na de Amerikaanse burgeroorlog, toen ze in Springfield woonde was Knight werkzaam in fabriek die papieren zakken maken. Ontevreden dat deze zakken geen grote, rechthoekige voorwerpen kon bevatten vond ze een machine uit die in een handeling een papieren draagzak met een platte bodem kon knippen, vouwen en plakken. Haar bruine papieren draagzak wordt tegenwoordig nog steeds gebruikt als boodschappenzak.
Ondanks haar beperkte opleiding bouwde ze thuis een werkend houten model van de machine. Echter voor haar patentaanvraag had ze een ijzeren model nodig. Charles Annan, die in de machinewerkplaats was waar ze haar ijzeren model liet bouwen, stal haar ontwerp en patenteerde het apparaat. Knight spande met succes een rechtszaak aan, die ze van Annan won en in 1871 ontving ze het patent. Met een zakelijke partner uit Massachusetts richtte Knight de Eastern Paper Bag Company op en ontving ze haar royalty's. Andere uitvindingen van haar zijn onder andere een telapparaat, een schuifraam met kozijn en een barbecuespit.
De ongehuwd gebleven Knight overleed op 76-jarige leeftijd.

## Erkenning
In 1871 ontving Knight van koningin Victoria de onderscheiding van het Royal Legion of Honnour. Een plaquette die haar erkend als de "eerste vrouw die een U.S. patent kreeg toegewezen" en houdster van 87 Amerikaanse patenten hangt aan de Curry Cottage, 287 Hollis Street in Framingham. Knight is eigenlijk niet de eerste vrouwelijke patenthouder. De eerste vrouw was namelijk Hannah Wilkinson Slater, echtgenote van industrieel Samual Slater – zij vond het tweedraads garen uit waarvoor ze reeds in 1793 patent op verkreeg. In 2006 werd Knight opgenomen in de National Inventors Hall of Fame.
- Gemeinsame Normdatei: 1199059250
- International Standard Name Identifier: 0000 0000 3657 2087
- Library of Congress Control Number: n2004016775
- SNAC: w6cv7vv2
- Union List of Artist Names: 500474234
- Virtual International Authority File: 65858225
- WorldCat: E39PBJjRRV3YTxDRkdgFkH8Bfq